# José María Yazpik
José María Yazpik   (Ciutat de Mèxic, 13 de novembre de 1970) és un actor mexicà de cinema i televisió.

## Biografia
Yazpik va néixer a la Ciutat de Mèxic en el si d'una família benestant, fill d'un ginecòleg, el doctor José María Meza, i de Cristina Yazpik. Té dos germans, Carlos i Cristina. Malgrat que la situació econòmica de la seva família era excel·lent, el doctor Bressoli va decidir mudar-se amb tota la família a San Diego, Califòrnia, Estats Units. Va aconseguir un consultori en Tijuana, la ciutat fronterera entre tots dos països i la més pròxima al seu lloc de treball. La família es va instal·lar en La Jolla, un dels barris més exclusius de San Diego. Allí els dos fills van ser matriculats a l'escola secundària local, la Saint Augustine High School, només per a homes i dirigida per sacerdots agustins.
No obstant això, el doctor Bressoli no va obtenir el mateix èxit que en la capital mexicana, per la qual cosa al cap d'un any i mentre el dòlar augmentava el seu valor enfront del pes mexicà, la família degué mudar-se a Tijuana, i la senyora Cristina degué optimitzar els ingressos familiars. José María i el seu germà Carlos van continuar assistint a l'escola de San Diego.
Sempre va ser un mal estudiant, i en l'últim any de preparatòria va estar a punt de ser expulsat de l'escola pel seu pèssim rendiment acadèmic i el seu mal comportament; només la seva habilitat pels esports ho va salvar d'una expulsió anys abans. José María també passava per una crisi existencial, perquè no sabia el que volia fer de la seva vida. Llavors un mestre li va recomanar que participés en una obra de teatre de l'escola. El futur actor es va entusiasmar amb la proposta i va començar a prendre classes d'actuació. Finalment va acabar l'escola sense ser expulsat gràcies a la seva participació en l'obra; els mestres van quedar sorpresos per la seva capacitat histriònica, i per això van deixar que acabés l'any. A pesar que li va continuar agradant l'actuació, José María va tornar a Tijuana i va entrar a estudiar comunicació a la Universitat Iberoamericana, però no li va agradar, i només va assistir els tres primers mesos. Després es va matricular en Dret a la Universitat Autònoma de Baixa Califòrnia, mentre participava al teatre de l'escola. Al poc temps també va desertar, i finalment es va convèncer que el seu era l'actuació.
El seu primer treball com a actor li va venir d'un amic del seu pare, que produïa la pel·lícula per a televisió El bruto contra el ángel de la muerte.Es va mudar a la Ciutat de Mèxic i es va postular per a estudiar al Centro de Educación Artística (CEA) de Televisa, el van acceptar i al segon any el van becar. En el CEA va tenir com a companys a Arath de la Torre, Fabián Corres i Eduardo Arroyuelo. En diplomar li van oferir papers menors en telenovel·las juvenils de Televisa, que va preferir rebutjar, però com el contracte d'exclusivitat amb la televisora ho obligava a acceptar tots els rols que li oferissin, va ser castigat dos mesos sense sou, fins que va arribar el seu primer paper important en la televisió, en la telenovel·la La paloma, el 1995, produïa per José Rendón, que no es va acabar de gravar a causa de la tràgica mort del protagonista, l'actor Gerardo Hemmer.
A l'any següent va participar en la seva segona telenovel·la, Canción de amor, produïda per Luis de Llano Macedo, i a la pel·lícula Última llamada, dirigida per Carlos García Agraz. El 1997 la seva carrera va començar a prendre vol amb participacions en televisió cada vegada més importants, perquè va interpretar el paper del vilà juvenil en les telenovel·les Pueblo chico, infierno grande i Ángela, totes dues produïdes per José Alberto Castro.
El 1999 va deixar definitivament Televisa a causa d'una proposta d'Ana Urquidi, directora de repartiment d'Argos, i va ser així com va entrar a la telenovel·la La vida en el espejo, protagonitzada per Rebecca Jones, Gonzalo Vega i Sasha Sokol. Allí va interpretar al fill homosexual dels primers dos. A la Televisora del Ajusco va forjar amistat amb diversos actors, les quals manté fins avui, entre ells amb Jesús Ochoa, Martín Altomaro, Rodrigo Murray i Diego Luna.
A TV Azteca va continuar participant en telenovel·les com Todo por amor i Cara o cruz, el seu primer protagonista. Mentrestant, la seva carrera al cinema va enlairar de manera meteòrica en participar en reeixides pel·lícules com La habitación azul, Sin ton ni Sonia, Nicotina i Las vueltas del citrillo, cinta aquesta última per la qual va guanyar el Premi Ariel a Millor coactuació masculina. També va participar en dues pel·lícules del director espanyol Pedro Almodóvar: Hable con ella (2002) i La mala educación (2004).
El 2007 va treballar en el paper principal de la pel·lícula El atentado, de Jorge Fons, on interpreta un passant de dret i anarquista que, alcoholitzat, intenta sense èxit llevar la vida a Porfirio Díaz.
El 2008 va saltar a Hollywood amb la cinta The Burning Plain, on va compartir crèdits amb Charlize Theron. També va participar en la comèdia Beverly Hills Chihuahua.
El 2010 va realitzar una participació especial en la sèrie històrica Gritos de muerte y libertad, on va interpretar Antonio López de Santa Anna.
El 2012 va participar en la pel·lícula Colosio: El asesinato, quart llargmetratge de Carlos Bolado, on va interpretar a l'investigador Andrés. Aquest mateix any Pedro Almodóvar el va fitxar novament per a ser el coprotagonista de la seva pròxima pel·lícula, Los amantes pasajeros, estrenada el 2013 i en la qual comparteix crèdit amb l'actor espanyol Javier Cámara.
A partir de 2017 participa de les sèries de Netflix Narcos i Narcos: Mexico en el paper d'Amado Carrillo Fuentes, més conegut com "el señor de los cielos". El 2019 va debutar com a director amb Polvo.

## Vida personal
És pare d'una nena anomenada Leonor, que va procrear amb la també actriu mexicana Iliana Fox. Ara manté una relació amb la també actriu Johanna Murillo.

## Filmografia

### Cinema
- Polvo (2019)
- El Dorado Beach (2018)
- Todos queremos a alguien (2017)
- Las oscuras primaveras (2014)
- Los amantes pasajeros (2013) .... Infante
- Tijuana, te amo (2012) .... Antonio
- Love Orchard (2012) .... Oscar Salazar
- ¡El Santos VS La Tetona Mendoza! (2012) .... El Peyote Asesino
- Colosio: El Asesinato (2012) .... Andrés Vázquez
- El atentado (2010) .... Arnulfo Arroyo
- Abel (2010) .... Anselmo
- Sólo quiero caminar (2008) .... Félix
- Beverly Hills Chihuahua (2008) .... Vásquez
- The Burning Plain (2008) .... Carlos
- La hora cero (2008) .... Lorenzo
- Por siempre (2007)
- Borderland (2007) .... Zoilo
- Última llamada (2006) .... Pizzarista
- Las vueltas del citrillo (2006) .... José Isabel
- Un mundo maravilloso (2006) .... Asesor financiero
- Matapájaros (2006)
- Solo Dios sabe (2006) .... Jonathan
- Sueño (2005) .... Pancho
- Voces inocentes (2004) .... Tío Beto
- Pata de gallo (2004) .... Ejecutivo
- Crónicas (2004) .... Iván Suárez
- Nicotina (2004) .... Joaquín
- Sin ton ni Sonia (2003) .... Mauricio
- Tiro de gracia (2003)
- La habitación azul (2002) .... Roberto
- ¡Fidel! (2002) .... Camilo Cienfuegos

### Televisió
- Narcos: Mexico (2018-2019) .... Amado Carrillo Fuentes
- Narcos (2017) .... Amado Carrillo Fuentes
- Gritos de muerte y libertad (2010) .... Antonio López de Santa Anna (episodio: "El fin de la clandestinidad")
- Cara o cruz (2002) .... Armando Pescador
- Todo por amor (2000) .... Mateo
- La vida en el espejo (1999) .... Mauricio Román Franco
- Ángela (1998) .... René Bautista Solórzano
- Pueblo chico, infierno grande (1997) .... Sebastián Paleo "Batán" (joven)
- Canción de amor (1996) .... Swami
- La paloma (1995) .... Ángel